# Mesochorus albolimbatus
Mesochorus albolimbatus là một loài tò vò trong họ Ichneumonidae.